# Violetta (trasa koncertowa)
Violetta – międzynarodowa trasa koncertowa piosenkarki Violetty Villas z Teatrem Syrena promująca rewię "Violetta". Rozpoczęła się 14 września 1987 roku w Carnegie Hall w Nowym Jorku. Objęła głównie Stany Zjednoczone i Kanadę, a także Europę i Australię. Przed trasą międzynarodową odbyła się trasa po Polsce (Teatr wystąpił m.in. w Krakowie, Białymstoku, Zielonej Górze, Szczecinie i Warszawie). Łącznie odbyło się ponad 250 koncertów.

## Miasta
Koncerty odbywały się w miastach (między innymi):
- Chicago
- Denver
- Las Vegas
- Los Angeles
- Melbourne
- Miami
- Montreal
- Nowy Jork
- San Francisco
- Sztokholm
- Texas

## Piosenki
1. „Szczęście”
2. „Habanera - L'amour est un oiseau rebelle”
3. „Очи чёрные”
4. „Mechaniczna lalka”
5. „Granada”
6. „Nie zdradził mnie jedynie śpiew”
7. „Całuj gorąco”
8. „Violetta”